# Escape to Paradise
Escape to Paradise è un film del 2001 diretto da Nino Jacusso.